# Prosopagnosi
Prosopagnosi (av grek. prosopon ’ansikte’ och agnosia ’okunnighet’), även kallat ansiktsblindhet, är en diagnos på en ovanligt svag förmåga att känna igen mänskliga ansikten. 
Personer som lider av olika grad av prosopagnosi har ofta svårt att känna igen människor de borde känna igen och har även lätt att ta miste på person. Detta beror på ett fel i det fusiforma ansiktsområdet (FFA) i området gyrus fusiformis i hjärnan. FFA är en "specialkonstruerad modul" människan har för att kunna hantera ansiktsdata. Felet tros uppkomma på grund av en genmutation. Felet kan uppstå till följd av en fysisk skada i hjärnan men kan också vara medfött. Man brukar tala om tre olika graders ansiktsblindhet. Den stora massan har lätt ansiktsblindhet, d.v.s. de har svårt att lära sig nya ansikten, känner kanske inte igen folk som de bara träffat någon eller några gånger och kan även ha svårt att följa med i filmer och tv-serier med många skådespelare, eftersom de blandar ihop personerna. Det finns också mellansvår ansiktsblindhet, d.v.s. de känner igen familjen, nära vänner, grannar och andra personer de träffar varje dag, men har svårare för t.ex. nya kollegor, släktingar de inte träffar så ofta eller nya kontakter. Den ovanligaste formen av ansiktsblindhet är svår ansiktsblindhet. De känner inte igen sin familj, sina vänner eller andra personer omkring dem. I väldigt svåra fall känner personen inte igen sitt eget ansikte i spegeln eller på ett fotografi.

## Historia
1947 beskrev neurologen Joachim Bodamer tre soldater som överlevt andra världskriget efter att ha fått sina hjärnor penetrerade av granatsplitter. Soldaterna hade tillfrisknat men förlorat sin förmåga att känna igen ansikten. Det var även Bodamer som döpte symptomet till prosopagnosi. Fram till 2002 fanns mindre än ett dussin fall av prosopagnosi beskrivna som inte berodde på bevisbara hjärnskador. De fåtal läkare som kände till symptomet antog därför att åkomman var av ovanlig art och berodde på skador i särskilda områden av hjärnan. Det var först genom internet som fenomenet visade sig vara betydligt vanligare än man först trott. Senare undersökningar visade att mellan 2 och 2,5 % av befolkningen lider av prosopagnosi.

## Diagnostisering
Det finns flera olika tester för att utröna om en person lider av prosopagnosi. Tidigare byggde dessa tester på att patienten skulle försöka känna igen ansiktena på kända personer som fått karaktärsdrag som hår och kläder borttagna. Denna form av test krävde en viss förkunskap, vilket gjorde att man inte kunde få ett helt säkert resultat. Felmarginalen låg i att en bristande igenkänning kunde bero på dålig förkunskap snarare än verklig prosopagnosi.
Senare test består istället ett flertal bilder där ett ansikte stegvis smälter samman med ett annat. Patienten ska sedan ordna bilderna i rätt ordning.

## Behandling
Prosopagnosi kan delvis behandlas genom träning. I en undersökning fick en kvinna med prosopagnosi träna intensivt under ett halvår med att känna igen ansikten. Med hjälp av skanning kunde man se att de delar som är involverade i ansiktigenkänning efterhand samarbetade allt mer. Kvinnas förmåga att känna igen ansikten sjönk efterhand, men hon kunde senare träna upp förmågan relativt snabbt igen. Hur många som kan dra nytta av en sådan träning är dock oklart.